# Герб Бонайре
Герб Бонайре - символ Бонайре, острівної території з особливим муніципальним статусом у складі Нідерландів, що використовується з 26 грудня 1986 року. Законом від 17 травня 2010 року (Stb. 345) острівна територія Бонайра стала отримала особливий статус у Королівстві Нідерланди. 20 липня Виконавча рада острівної території попросила дозволу використовувати герб території острова як герб особливого муніципалітету Бонайре Цей герб був встановлений Резолюцією острова від 26 червня 1986 р. № 9 (АВ 1986, № 13) і описується в ній так: щит у блакитному кольорі на якому золоте корабельний штурвал, на якому срібний серцевий щит, шестипроменева червона зірка, огороджена кільцем компаса. Щит вкритий золотою короною з п'яти листків. У своєму висновку від 31 серпня 2010 року Рада погодилася на цей герб. Проте вона порадила зберігати звичайний геральдичний герб і опускати кількість променів зірки, бо це звичайна зірка. З цієї ж причини не згадуються і вісім спиць штурвала. Королівським указом від 20 вересня 2010 р. № 10.002198 для нового державного органу Бонайре було затверджено такий герб: золотий штурвал у щиті блакитного кольору; у срібному сердечному щиті червона зірка, огороджена кільцем компаса. Щит увінчаний золотою короною з п'яти листків.

## Історія
26 червня 1986 року Радою острова було встановлено герб Бонайре. На це було вкладено багато роботи. Було призначено комітет для внесення пропозицій щодо типового бонайрського герба. Комітет висунув три пропозиції щодо мотиву герба: фламінго, бо Бонайре відомий як острів фламінго; п'ятипроменева зірка, символ п'яти островів тодішніх Нідерландських Антильських островів; і високий кактус, використаний для характерних меж власності на Бонайрі. Але герб мав відповідати положенням геральдики і мав бути затверджений Вищою радою шляхетства. Пристосувати герб до вимог допоміг П. К. Брієт, який на той час працював на Нідерландських Антильських островах і був експертом з геральдики. Це призвело до герба із золотою короною над синьо-срібним щитом із золотим штурвалом, червоною зіркою та чорним кільцем компаса. 6 вересня 1986 року герб Бонайре був офіційно відкритий у присутності великої кількості парламентарів та прем’єр-міністра Нідерландських Антильських островів Дона Мартіни. У своїй промові тодішній лейтенант-губернатор Джордж Соліана назвав герб відображенням характеру Бонайра, причому Бонайра відразу впізнається в кожному символі: «Цінна людина, якій вдається досягти своєї мети після важкої боротьби».

## Характеристики
Герб Бонайре має щит синього кольору з золотим рулем. Серцевий щит срібний із шестипроменевою червоною зіркою, обнесений чорним кільцем компаса. Щит увінчаний золотою короною маркіза з п'ятьма листками.

## Символіка
Блакитний щит символізує небо і моря, яке з'єднує Бонайре зі світом і відіграє важливу роль в економіці острова. Золотий штурвал символізує бонайрців, які плавали по морях світу і традиційно вважаються одними з найкращих моряків і суднобудівників у регіоні. Червона зірка символізує кров, яку бонайці пролили, щоб звільнитися від ворогів. Промені зірки відносяться до шести традиційних поселень на острові: Рінкон, Норт-ді-Салінья, Антріол, Нікібоко, Тера-Кора і Плайя. Чорне кільце компаса символізує стабільність курсу та бонайрські економічні, дружні та культурні відносини в усіх куточках світу. Золота корона показує зв'язок між Бонайром і Королівством Нідерландів.

## Геральдика
Кольори герба Бонайра — це так звані геральдічні кольори: метали золото і срібло; і кольори синій, червоний, чорний. Щит - найважливіша частина герба. Над ним часто можна побачити шолом або корону. Як острів, що належить Королівству Нідерландів, Бонайре має право використовувати в гербі корону маркіза. Герб органів публічного права надається королівським указом. Вища рада шляхетства наглядає за процедурою надання герба та забезпечує геральдичну правильність герба. Герб Бонайре був затверджений Вищою радою шляхетства у вересні 1986 року. Після розпаду Нідерландських Антильських островів Королівським указом від 20 вересня 2010 року (№ 10.002198) герб був наданий Бонайре як державному органу Нідерландів.

## Схожі статті
- Прапор Бонайре